# Jean du Mas
Pour les articles homonymes, voir Mas.
Jean du Mas, baron de Durtal et de Matheflon (cf. aussi Mathefelon), doyen de l’église d’Angers, abbé de St-Thierry, nommé évêque de Dol en 1556, mort à Angers en 1557. Il est le frère utérin de François de Scépeaux.

## Biographie

### Origine
La famille du Mats est une famille d'ancienne chevalerie d'origine angevine portant : d'argent fretté de gueules de 6 pièces, au chef échiqueté d'or et de gueules de 2 traits. On compte parmi les personnalités notables de cette famille : Jean du Mats de Montmartin, militaire français, capitaine huguenot.
Jean du Mas,  fils de René seigneur de Mathefelon et de Durtal, était issu d'une famille seigneuriale possédant plusieurs fiefs en Anjou. Son frère René possèdait la seigneurie de la Vezouzière, mort en 1542, a son enfeu encadré de cartouches et sculptures dans l'église de Bouère.

### Religieux
Il était seigneur de Durtal, Mathefelon, Bouère, La Vezouzière, Verneuil, Villebourreau, Longchamp, Chemiré-en-Charnie, Beaumont. Il laissa tout à son frère utérin, François de Scépeaux. 
Il est chanoine en 1531, puis doyen (17 mars 1536) du chapitre de Saint-Maurice d'Angers, aumônier ordinaire du roi, protonotaire du Saint-Siège, prévôt de l'église de Nantes en 1541, prieur de la Primaudière avant 1543, abbé de Saint-Thierry-lès-Reims au moins dès 1550.
Il possédait un hôtel particulier à Durtal, appelée maison canoniale ou maison décanale, qu'il fit réaménager par l'architecte angevin Jean Delespine. Jean du Mas fut à l’origine de la commande du magnifique tombeau de la collégiale de Champeaux près de Rennes, exécuté en 1553 par Jean Delespine, pour Guy III d’Espinay et Louise de Goulaine, parents éloignés de Jean du Mas.
Il est Doyen de l’église d’Angers, lorsqu'il est nommé évêque de Dol le 25 septembre 1556, sous le nom de Jean XII du Mas ou de Matheflon. Il reçoit ses bulles pontificales le 9 avril 1557 qui sont présentées au chapitre de chanoines le 24 avril et il fait prendre possession de son siège épiscopal par son procureur Louis d'Espinay le 26 avril suivant.
Il ne fut évêque de Dol qu'une année car il mourut le 12 octobre 1557 .

### La mort
Son cœur fut déposé dans l'église de Durtal, sous une lame de cuivre couverte de longues et fastueuses inscriptions conservées par Gaignières. 
Sa dépouille repose dans un tombeau situé à l'intérieur de la cathédrale d'Angers, réalisé par son ami Jean Delespine. Ce monument funéraire est classé aux Monuments historiques depuis 1993. L'Abbé Angot indique que si l'on pouvait attacher quelque créance aux mémoires apocryphes de François de Scépeaux, on y relèverait des traits curieux sur le prélat.

## Source
- (la) Jean-Barthélemy Hauréau, Gallia Christiana, vol. XIV Provincia Turonensi, Paris, Firmin-Didot, 1856, p. 1063 Episcopi Dolensis. LXIII Joannes XI
- « Jean du Mas », dans Alphonse-Victor Angot et Ferdinand Gaugain, Dictionnaire historique, topographique et biographique de la Mayenne, Laval, A. Goupil, 1900-1910 [détail des éditions] (BNF 34106789, présentation en ligne)